# アペイロン
アペイロン（古典ギリシア語: ἄπειρον, apeiron）は、「限定されないもの」を表す哲学の概念。古典ギリシア語の中性の定冠詞を付けて、ト・アペイロン（τὸ  ἄπειρον, to apeiron）とも呼ばれる。哲学者アナクシマンドロスは、アペイロンを諸物のアルケーであるとした。
この言葉は、接頭辞 ἀ- (a-)「〜がない」と πεῖραρ (peirar)「紐、縄；（複数形で）終端、限界」とからなる。
アペイロンは、アナクシマンドロスが紀元前6世紀に提唱した宇宙論の中心的な概念である。アナクシマンドロスの著作はほとんど失われている。わずかに残った断片によれば、万物の根源（アルケー）は無際限無限定な量（すなわちアペイロン）であると彼は考えていた。アペイロンは成熟することも衰退することもなく、新鮮な物質を永遠に生み出し続けており、われわれが知覚対象とするすべてのものは、これらの物質に由来しているとされる。アペイロンについて詳細に述べた文章はないが、一般には（例えばアリストテレスやアウグスティヌスによって）ある種原初のカオスのようなものとして理解されてきた。熱冷や乾湿といった両極の性質を併せ持ち、事物の運動を統御して、世界に現れる多数の形態や差異のすべてを生じさせるとされる。